# 德凡纳基亚
德凡納基亞（希臘語：Δερβενάκια，全名為Δερβενάκια Κορινθίας）希臘伯羅奔尼撒半島北方一個小村莊，離科林斯約30公里。

## 由來
德凡納基亞的名字來自於土耳其語：derven，是為山口、隘口的意思。

## 歷史
德凡納基亞是希臘有名的古戰場，1822年希臘獨立戰爭名將狄奧多羅斯．科洛科特羅尼斯在這裡列陣對抗土耳其軍隊，希臘方面以2300人非正規軍，橫挑土耳其方面裝備精良的24000名步兵與6000名騎兵。雙方血戰3日，希臘軍隊獲得決定性勝利。